# ニューミクロマン
ニューミクロマンは、株式会社タカラ（現・タカラトミー）から発売されていたミクロマンシリーズの1981年からのラインナップ。
本項ではこの1981年から1985年までのニューミクロマンについて詳述する。

## 玩具としての概要
ニューミクロマンでは増えすぎたラインナップを整理する意味も込めて歴代のシリーズから1タイプずつを抽出して10人とし（後に11人）、これまでの展開のようなカラーバリエーションによる別人は存在しない形で発売された。また1980年頃のガンプラブームに影響され、ロボットが多くなり、プラモデル形式のキットも発売されている。

## ストーリーとしてのニューミクロマン
数億年もの昔、高度な文明を誇る惑星・ミクロアースに住んでいたミクロマンと、惑星征服を企てるアクロ星人（アクロイヤー）との間に激しい戦争があり、この戦いはミクロアース側の勝利に終わったかに見えた。しかし、ミクロアースからはアクロイヤーにより異次元発生装置がぬすみ出され、それを追って10人のミクロマンが宇宙に向かったあと、ミクロアースは大爆発を起こし宇宙から消滅した。やがて10人のミクロマンは地球にたどり着き、地球人の少年とともにアクロイヤーから地球を守ることを決意する。ミクロマンが数々のロボットや武器を作り出してアクロ星人との戦いを続けるうちに、11人めのミクロマンが現れる。彼は異次元発生装置の制御機能を持つスーパーコンピューター、ミクロム2000とともにミクロアースの爆発から脱出したが、ミクロム2000は大気圏突入時にいくつかのモジュールに分解され、地表に落下したという。もしアクロ星人がミクロム2000を悪用したら地球は大変なことになる。ミクロマンは回収したミクロム2000を利用して新しいメカを作り、アクロ星人との決戦に挑む。
『コミックボンボン』1983年12月号掲載の絵物語「ミクロマン10周年特別企画 ミクロマン物語（ストーリー）」では、旧シリーズの歴史においてαH7の影響で全人類がミクロマン化し数千年経過した地球が「ニュー」のミクロアースである旨が語られていた。

## 主な商品

### ニューミクロマン
001 アロム
ニューミクロマンのリーダー的存在。ミクロマンのM10Xタイプで成型色はクリアグリーン。ブレストはシルバーメッキでM101〜104タイプのすべてが存在する。
002 イリア（イリヤ）
ニューミクロマンの作戦参謀。知的でニヒル。ミクロマンのM11Xタイプで、配色は初期単品および強化スーツ1付属のものがM114ブラッキーと同じ黒と黄色、後期単品は赤と黒、スリーウォーカー付属の橙と黒がある。
003 ウイリ
ニューミクロマンの戦闘隊長。ミクロマンのM12Xタイプで、配色は初期単品および強化スーツ2付属のものがM121メイスンと同じ赤と白、後期単品は黒と黄色、フォーウォーカー付属の藍色と黒のものがある。
004 エイジ
ニューミクロマンの名パイロットにしてミクロライダーの設計者。どんなメカも操縦できるので新兵器のテストパイロットも務める。幼少期の親友にアクロイヤーの手先だった少年がおり、それに関して多少のトラウマを残している。M15Xタイプで、蓄光素材だった胸の部品はプラパーツに換えられている。配色は単品および初期ミクロライダー（青）付属の青と黒+黄色パーツ、後期ミクロライダー（青）およびギャラクスナイパー（青）に付属の赤と黒+黄色パーツ、ギャラクスナイパー（赤）に付属の青と白+赤パーツ、ミクロロボット７付属の黒と白+赤パーツとバリエーションが豊富である。
005 オルガ
イリア・ウイリとともに強化スーツ開発に携わった特殊部隊長。物語上では主役に位置する。M17Xタイプで、蓄光素材+縁取金メッキだった胸の部品は初期はそのまま使用され、後期では通常プラパーツに換えられている。配色は初期単品および初期強化スーツ3付属はM171タクマによく似た赤と黒、後期単品および後期強化スーツ3付属は赤と白または黒+緑パーツ（単色成型で縁取金メッキ無し）、ダブルギャノン（青）付属は赤と黒+青パーツ（縁取金メッキあり）、ダブルギャノン（赤）付属は青と白+赤パーツ（縁取金メッキあり）と004エイジを上回るバリエーションがある。
006 カムイ
両親をアクロイヤーのために失った武器の設計担当。M23Xタイプで色はM234アントニーの逆配色の黄と黒。単品とマグマガンダー付属とに差異はない。
007 キルク
陽気な性格だが百発百中の射撃の名手。M25Xタイプで色はM252ウィリアムの逆配色の白と青。単品とコスモガンダー付属とに差異はない。
008 クレオ
自然科学や地球文明に興味を持つ学者肌のミクロマン。M26Xタイプで、配色は単品とアースガンダー付属の橙と黒、コズミックファイター付属の青と黒がある。
009 ケンジ
メカの整備・修理担当。壊れる前よりも性能を上げるほどの腕前。M27Xタイプで配色は単品の深緑と黒、バルソニック（赤）付属の水色と黒、バルソニック（青）付属の黄と黒、バルソニック（リアルタイプ）付属の緑と黒のバリエーションが存在する。
010 コロナ
ミクロマンの健康管理をする医療担当者。アクロイヤーの生態も分析している。M28Xタイプで青と黒。
011 サラム
11人目のミクロマンであり、ロボット工学の第一人者。ミクロム2000の存在を知らせた。M16Xタイプで、蓄光素材だった胸の部品は004エイジや005オルガ（後期）同様プラパーツに換えられている。カプセルは着座タイプの「大気圏突入カプセル」。配色は単品が黒と朱+クリアグリーンパーツ、紺と白+赤パーツ、青と黒+成型銀パーツ、赤と黒+成型銀パーツの4種、バトルバイク付属の赤と白+黒パーツ、ジェットヘリ付属の黒と白+クリアグリーンパーツとバリエーションが豊富である。
ハイパーミクロマン
バイオスーツに搭乗するミクロマンで、設定ではハイパージャケットなる装甲服に身を包んでいるとされる。なぜかニューミクロマン11人には数えられていない。頭部もメッキされておらず、組み立て形式でリリースされた（BS-1、BS-2で成形色が異なる）。バイオスーツに付属。
ミクロボーグ
サイボーグ化されたミクロマンで3体存在する。上半身と下半身が分離可能。各員にコンピューターボーグ（成型色はグレーまたは紺、腰部パーツシルバーメッキ、組立式）という強化パーツ用のアンドロイドが付属。ミクロボーグ自体の形状は3体共通だがコンピューターボーグの頭部はそれぞれ異なる。
- コズモプラズマ（青）
- コズモイナズマ（赤）
- コズモスパーク（緑）

### アクロ軍団
高度な文明が栄えるアクロムーン（玩具所属の一部ミニブックや当時の一部カタログではアクアムーンと誤記）を本拠地とする謎の異星人・アクロ星人の侵略軍団で、アクロデビル元帥を筆頭に構成される。各惑星の征服とミクロム2000のモジュール奪取を画策し、地球に襲来した。

#### ニューアクロイヤー
人型のアクロイヤーから、アクロダーマと呼ばれる節足動物状の攻撃形態に変形できる。
- アクロレッド
- アクログリーン
- アクロブルー

#### アクロサタン
アクロ星人のミュータント。蓄光素材のベンダブル人形で、プロテクター・パーツ頭部を覆った姿に変形できる。両手の鋭い爪・サタンクローや専用剣・サタンソード、胸部に仕込まれたサタンミサイルを武器とする。
- サタンレッド
- サタンブルー
- サタンブラック

### ミクロマン側のロボット・スーツ

#### 強化スーツ
ミクロマンに着せるABS樹脂性のアーマースーツ。後にA.F.S.の改造素体となった。
- 強化スーツ1　002イリヤが使用する。
- 強化スーツ2　003ウイリが使用する。
- 強化スーツ3　005オルガが使用する。

#### アーマードスーツ
ミクロマン搭乗型のメカ。箱型変形だがロボット風に見せようとしていた。赤と青のカラーバリエーションあり。
- ギャラクスナイパー（重攻撃用）
- ダブルギャノン（高速攻撃用）
- バルソニック　アーマードスーツDX。飛行形態のバルジェットに変形可能。カラーバリエーションは赤と青に加えガンプラの影響からか、リアルタイプもあった。

ミクロガンダー3
3機のメカが合体してロボットになる。各メカそれぞれミクロロボット1〜3との合体も可能。それぞれ単品と3機セット販売があった。
- マグマガンダー　006カムイが使用する。ミクロロボット3フラッシュと合体するドリルメカでミクロガンダー3の頭部と胴体になる。
- コスモガンダー　007キルクが使用する。ミクロロボット2ギャラクと合体する飛行メカでミクロガンダー3の両腕になる。
- アースガンダー　008クレオが使用する。ミクロロボット1ゴードンと合体するタンクメカでミクロガンダー3の両脚になる。

#### ミクロライダー
大型のバイクがロボットに変形する。バイク、ロボのどちらの形態でもミクロマンが搭乗可能。二対のミサイル砲を装備し、両肩や両腕の5mmジョイントに取り付ける事が可能。004エイジが使用。赤と青のカラーバリエーションがある。

### ミクロロボット
ニューミクロマンでもっとも力が入れられたラインナップ。それぞれのロボットが変形・合体を行なう。ロボット単体の変形と各ロボットの組み合わせでさまざまなバリエーションが可能で、2003年から発売されたムゲンバインに見られる有形ブロックロボの先祖的な存在。

#### ミクロロボット1・2・3
ロボット、タンク、ジェットまたはファイターの3形態に可変する。赤・青・緑の3色のカラーバリエーションがある。
後にリアルタイプ3色（タウンタイプ・ジャングルタイプ・ロッキータイプ）のカラーバリエーションも発売された。
- M1ゴードン（ミクロロボット1）
- M2ギャラク（ミクロロボット2） 大型のウイングを持つ。
- M3フラッシュ（ミクロロボット3） ドリル状の頭部が特徴。

#### ミクロロボットV（ファイブ）
5体のミクロロボットが合体して完成するミクロロボット。ニューミクロマンシリーズでは人気アイテムであった。後にリアルタイプも発売された。
- R4ミクロパイソン　合体後胸になる。単体で変形してパイソンミサイルという砲台になる。
- R5ミクロランダル　合体後頭部と背中ウィング、両腕などを形成。単体で変形してランダルウィングという飛行ユニットになる。
- R6ミクロバズーカ　合体後腰と太ももを形成。単体で変形してバズーカミサイルという砲台になる。
- R7ミクロモーゼル　合体後右脚となる。単体で変形してモーゼルミサイルという砲台になる。[2]
- R8ミクロマグナム　合体後左脚となる。単体で変形してマグナムミサイルという砲台になる。

#### ミクロロボットW（ダブル）
R9からR11までは同型のミクロロボット。上半身と下半身とに変形するギミックが仕込まれており、2体で1体のミクロロボットWが完成する。また、中間変形としてジェット形態にも変形可能。ミクロボーグとの合体も可能。赤・青・緑の3色のカラーバリエーションがある。
- R9ミクロハリケーン（陸戦用）
- R10ミクロタイフーン（空戦用）
- R11ミクロモンスーン（海戦用）

#### スリーウォーカー
3体のミクロロボットに加えてウォーカータンクというコアパーツを加えて合体し、スリーウォーカーとなる。名前の通り『戦闘メカ ザブングル』のウォーカーマシンに似た形であった。スリーウォーカータンクという別形態も組み替え可能。単体での変形は無し。3体セットの「スリーウォーカー」は002イリヤが付属。
- R12ミクロラングレー
- R13ミクロスタリオン
- R14ミクロギャラン

#### フォーウォーカー
4体のミクロロボットに加えてウォーカージェットというコアパーツを加えて合体し、フォーウォーカーとなる。どちらかといえばヒーロー体型をしている。フォーウォーカージェットという別形態も組み替え可能。単体での変形は無し。4体セットの「フォーウォーカー」は003ウイリが付属。
- R15ミクロレオーネ
- R16ミクロサバンナ
- R17ミクロトレディア
- R18ミクロパルサー

#### ミクロロボット7（セブン）
スリーウォーカーとフォーウォーカーが合体し大型ロボット、ミクロロボット7となる。「ミクロロボット7」としての7体全セット商品には004エイジが付属。

### バイオスーツ
ハイパーミクロマンとセットで販売されていた組み立てキット式パワードスーツ。BS-1、BS-2の二種類にカラーバリエーションがある。外見は完全なモビルスーツ風である。内部にハイパーミクロマン（こちらも組み立てキット）を格納できる。
- BS-1鉱物資源探査型
- BS-1耐熱シールド強化型
- BS-2防塵フィルター強化型
- BS-2超深海作業型

### アーマードマシーン
コズミックファイター
電動走行可能な大型ジェット機。パーツの組み換えでヘリコプター、戦車などに組み替えられる。ミクロチェンジを除けば唯一の非人間型メカ。008クレオが使用。

### ミクロチェンジシリーズ
身近なものが変形してミクロマンの仲間になる、というコンセプトから始まった変形重視のシリーズでニューミクロマン後期のメインアイテムとなった。

#### ミクロカセットロボ（MC01〜03）
それぞれマイクロカセットテープからロボットや動物型ロボットに変形する。
- MC01 ミクロス　人型に変形。
- MC02 ジャガー　ジャガー型に変形。
- MC03 コンドル　コンドル型に変形。

#### ミクロロボットCAR（MC04）
同社の「チョロQ」に似た形状のミニカーからロボットに変形する。変形機能のため、スペースの関係上プルバックゼンマイは使用されていない。
ポルシェ924ターボ・ファミリア1500XG・フォルクスワーゲンの初期3種は赤（レッドボデー）・黄（イエローボデー）・青（ブルーボデー）のカラーバリエーションが存在する。
1. ポルシェ924ターボ
2. ファミリア1500XG
3. フォルクスワーゲン
4. 4WDオフロード
5. ジープ
6. トランザム
7. アメリカントラック

#### カメラロボ（MC05）
カメラから3機のロボットに分離。セット売りのみ。
- ミクロファインダー
- ミクロシャッター
- ミクロワインダー

#### ガンロボ（MC07、11〜13）
モデルガンがロボットにチェンジ。拳銃形態では引き金を引いてスプリング仕掛けの弾丸が発射可能。
- MC07 ガンロボ ブローニング ブローニングM1910がチェンジ。
- MC11 ガンロボ S&W44マグナム[3] S&W M29がチェンジ。ガンロボシリーズでは唯一の回転式拳銃。
- MC12 ガンロボ ワルサーP38　別名、ワルサーロボ。色はブラック。
- MC13 ガンロボ ワルサーP38 アンクル・セット 上記にスコープ、エクステンションバレル等のオプションパーツを追加したもの。色はシルバー。ガンロボシリーズの中では最も売れた商品。

#### ウォッチロボ（MC06）
腕時計から変形。下記4種はカラーバリエーションに個別の名前が付けられているだけで、形態や機能の違いはない。電卓付きのタイプも存在。
- ゴールドウォッチ
- シルバーウォッチ
- ブラックウォッチ
- ブルーウォッチ

#### カセットマシン
実物大のカセットテープ（マイクロカセットではない）が変形し、ミクロマンの乗るビークルになる。いずれも011サラムが付属する（それぞれ配色は異なっている）。
- バトルバイクHG90　バイクに変形。
- ジェットヘリXL120　ヘリコプターに変形。

カセットマン（MC10）
- MC10 カセットマン　ヘッドホンステレオが変形する。胸に前述のミクロカセットロボ（MC01〜03）をカセットテープ形態で収納可能（カセットマシンは不可）な他、ミクロスのカラーバリエーションであるレッドミクロスが付属している。ラジカセとしての機能はない。

#### 流星ロボ（MC14〜16）
メッキ球から人型や動物型に変形する。
- MC14 メタルマン　人型に変形。シルバーメッキ仕様。
- MC15 メタルレオ　ライオン型に変形。ゴールドメッキ仕様。
- MC16 メタルホーク　鷹型に変形。ゴールドメッキ仕様。

### 実用ミクロチェンジシリーズ
ミクロチェンジ・シリーズの後期商品。玩具は変形モードで実際にラジオや顕微鏡などとして使用できる。
カギロボ（MC17、18）
- MC17 ダイヤルマン　鍵（錠前）に変形する。
- MC18 マグネマン　鍵（錠前）に変形するが、鍵パーツに磁石が使われている。

#### 双眼鏡ロボ（MC19）
- MC19 スコープマン　双眼鏡から変形。双眼鏡として使用可能。

#### 顕微鏡ロボ（MC20）
- MC20 ミクロスコープ　顕微鏡から変形。顕微鏡として使用可能。

#### サウンド戦士 ラジカセロボ（MC21）
- MC21 ラジカセロボ 上記のカセットマンと同様、ラジカセから変形するが、サイズはカセットマンよりも大きい。AMラジオの機能が装備され、ラジオとして使用可能。

## トランスフォーマーでの転用
ミクロチェンジシリーズの玩具は1984年から展開されたハズブロの『トランスフォーマー』シリーズに転用された。日本でも1985年より『戦え!超ロボット生命体トランスフォーマー』のタイトルでアニメ放送および玩具展開が行われた。
一部ギミックが削除されたものや、カラーリングが変更されている商品も多い。

## コマーシャルソング
1983年日本コロムビアよりシングルレコード（型番：CK-677）として発売。
タイトル『ミクロマン』
- A面：「グッドラック地球」
- B面：「ミクロチェンジ 〜愛・あい・AI」

2曲とも、作詞は藤公之助、作曲は芹沢廣明、編曲は川上了、歌は水木一郎。
CMソングとしても使用されている。

## こぼれ話
- ニューミクロマンはミクロマンのカラーバリエーションが豊富であるが統一性がないため、しばしばイレギュラーなカラーがニューミクロマンと紹介されることがある。しかし、ミクロマンはそもそも壊れやすかったため個人で手や足をすげ替えて修理することも多く、それらを誤認した物も多い。
- ニューミクロマン系列の玩具は搭乗タイプが比較的少なかったため、後に箱換えで販売されたものがある。また後にトランスフォーマーとして発売されたものもあるため、シリーズの概要が把握しにくく、コレクター泣かせとなっている。いくつかの研究本も1980年頃のミクロマンまでで終わっていることが多い。
- 「ビームロボ」（懐中電灯に変形）はカタログに試作品が掲載されたものの未発売に終わった。
- 1983年のデュアルマガジン誌に「ミクロマン84」と称する次シリーズがタイトルと開発者の抱負のみ発表されたが、これが結実することはなかった。